# El chacotero sentimental (programa de radio)
El chacotero sentimental es un popular programa radial chileno, conducido por Roberto Artiagoitía bajo su seudónimo de "El Rumpy". Se emite, diariamente, de 14 a 16 horas, incluyendo un resumen sabatino con los mejores llamados de la semana, por Radio Corazón. El programa se hizo conocido por su etapa, entre 1996 y 2000, en la radio radio Rock & Pop, y por el filme del mismo nombre exhibida en las salas nacionales en 1999 y que, gracias al éxito de taquilla, quedó cómo la tercera película chilena más taquillera de la historia del cine chileno luego de Sexo con amor y Stefan v/s Kramer. 
El programa de radio funciona como una consultorio sentimental y sexual en el que los auditores llaman por teléfono para contar sus experiencias y esperar un consejo de parte de "El Rumpy", cuyas respuestas suelen ser desenfadadas y directas.
Entre las etapas en radio Rock & Pop y radio Corazón, ambas pertenecientes al holding Ibero American Radio Chile, dueña del nombre del espacio, el Rumpy dejó ese consorcio radial en 2000 para ir a trabajar en 2002 a la entonces competencia Consorcio Radial de Chile. El programa se emitió con el nombre de El Club del Cangrejo, y se transmitió  en las radios Los 40 Principales y W, entre el 1 de abril de 2002 y el 18 de febrero de 2005.

## Historia
"La radio es el único medio que me interesa. La TV no tiene aún un espacio para mí. La gente ya hizo el giro de tuerca mental, pero no la TV. La radio es lo más osado que existe hoy. Y creo que la tele genera un público mucho más histérico, con gritos, autógrafos y cosas raras. En cambio, desde la radio la gente me saluda y me dice: 'me alegro por ti', pero todo muy calmado y rico. A la radio no la cambio por nada". 
—Roberto Artiagoitía, en entrevista con El Mercurio (Noviembre de 1999)

El programa debutó el lunes 3 de junio de 1996 como parte de la programación de la radio Rock & Pop, que en esa época era una estación dedicada preferentemente al público juvenil y que pertenecía a la Compañía Chilena de Comunicaciones, dueña de Radio Cooperativa. 
Cuando en junio de 1998, Radio Rock & Pop fue vendida a Compañía de Radios S.A., también pasó el programa a la nueva administración pero no sin problemas. El 31 de marzo de 2000, un confuso incidente dio luces de lo que sería la salida del Rumpy de la radio, cuando se anunció por los diarios que el animador había presentado su renuncia en protesta por el despido de 22 funcionarios, entre ellos la productora de su programa, Valeria Peña. Días después se publicó que el locutor habría retirado la renuncia, pero que seguía analizando su salida de la estación, y más tarde, que todo era "mentira, una exageración" y que "nunca había renunciado".
Sin embargo, poco después de publicar el libro Historias del Rumpy con algunos de los relatos del programa que quedaron fuera de la película (y que fueron recreados por el escritor argentino Enrique Symns), y ya anticipado por rumores, finalmente el miércoles 29 de noviembre de 2000 el Rumpy anunció al aire que a partir de ese momento dejaría de hacer el programa por "razones estrictamente personales".
Después de un año sabático de viajes de vacaciones y de promoción de la película en festivales internacionales, en enero de 2002 se anunció que el Consorcio Radial de Chile, competencia de Ibero American Radio, haría volver al "Rumpy" a la radio 40 Principales en "un programa parecido al Chacotero" a partir del 1 de abril de ese año. A poco andar, el nuevo programa llamado El club del cangrejo, era líder de su horario, con una sintonía que duplicaba a su más cercana competencia. En febrero de 2005, "El Rumpy" anunció el fin de su programa para dedicarse a preparar la secuela de la película El chacotero sentimental.
Finalmente, en noviembre de 2005 se anunció que "El Rumpy" volvería al consorcio Ibero Americana Radio Chile (hoy Prisa Media Chile) a hacer nuevamente el programa El chacotero sentimental, que volvió a salir al aire desde el 2 de enero de 2006 hasta la actualidad por Radio Corazón.

## Polémicas

### Sacerdote Miguel Ortega (25 de junio de 2003)
En el programa El club del cangrejo "El Rumpy" no fue ajeno a la polémica: el 25 de junio de 2003, "El Rumpy" denunció al aire que el sacerdote Miguel Ortega, rector del colegio Seminario Pontificio Menor, donde estudió el locutor, tenía actitudes impropias con menores y que "deslizaba la mano bajo el pantalón de sus alumnos".

Cuando yo estaba en el colegio, el rector Miguel Ortega tocaba a todos los niños. Les metía las manos a los pantalones. (...) La Iglesia sabía y no decía nada. Si había reclamos, cambiaban los cabros del colegio ¡Qué fuerte la Iglesia chilena! (...) ¡No se dejen tocar, niños! ¡No es normal que un sacerdote los toque! Él tocaba a todos mis amigos y trató de tocarme a mí, pero yo no lo dejé.

Sin embargo, en una entrevista posterior, el locutor aclaró sus dichos: "Miguel no es ningún abusador de menores, nada de eso, pero siempre me pareció extraño que un adulto metiera las manos a los bolsillos de los niños".

### Carabineros de Chile (22 de abril de 2004)
El 22 de abril de 2004, "El Rumpy" tuvo que dar disculpas públicas a Carabineros de Chile por una serie de epítetos proferidos al aire respecto a la institución. "Reconozco que se me fue la mano y no tengo nada en contra de ellos", afirmó posteriormente al aire.

### Polémica llamada (9 de diciembre de 2015)
El 9 de diciembre de 2015, durante el desarrollo del programa, se recibió una llamada de un supuesto exmilitar el cual narró su participación en violaciones a los derechos humanos durante la dictadura militar. El sujeto que se identificó como Alberto de 62 años, relató crudamente, cómo habrían ocurrido algunas ejecuciones y posterior desaparición de los cuerpos, confesando que él mató gente, porque si no lo mataban a él. La Policía de Investigaciones de Chile solicitó los audios del programa.

## Adaptaciones al cine
Tras el éxito del programa, dos películas se han hecho sobre la base de las historias que recibe "El Rumpy" de sus auditores: El Chacotero Sentimental (1999) y Radio Corazón (2007). La primera fue en su momento "la película chilena más taquillera de la historia"; la segunda fue la película chilena más exitosa de ese año.

## Emisoras radiales que han transmitido el programa
- 1996-2000: Radio Rock & Pop
- 2002-2005:  40 Principales y W Radio Chile, como El Club del Cangrejo
- 2006-presente: Corazón FM

## Expresiones propias del programa
- " Y era loca, la locaaaa"
- "Y te vamos a ponerte un tema"'
- "Ya, poh! estái lateando"
- '"¿Y en qué grado fue la incursión?"
- '"¿Yyyyyyyyyyyyyyyyy...?"
- '"¿De qué estaríamos hablando, así por ser?"
- '"Parece que usted llegó atrasada a la repartición de escurría"
- '"¡Tarjeta amarilla por garabato!"
- '"¡El maldito feinbum!"
- '"¡Sustitutooooooo...!"
- '"Chicotea los caracoles"
- '"Y ahí perdiste el diente de leche"
- '"Te trapearon la cocina"
- '"Te peinaron la alfombra"
- '"El clásico y bien ponderado grado 7"
- '"No te la vay a llevar pela"
- "Condón de mimbre"

## Curiosidades
- En agosto de 2000, la cantante Palmenia Pizarro llamó al programa para contarle su experiencia de infidelidad de uno de sus exmaridos de su pasado.[18] "Yo lo escucho siempre (el programa), me impactaban las historias y dije un día lo voy a llamar y le voy a contar, como una auditora, cómo he salido adelante. Ahí habló el ser humano, la mujer. Ahora me río del caballero con sus dos señoras. Pero en el momento fue terrible".

- El chacotero sentimental también ha abarcado temas contingentes, post-Estallido Social y la Pandemia por el Coronavirus los auditores llamaban al "Rumpy" para contar como les ha afectado estos sucesos y las repercusiones de los propios protagonistas y entorno familiar, respecto a estos sucesos.